# Peyton List (attrice 1998)
Peyton Roi List (Miami, 6 aprile 1998) è un'attrice statunitense.
Ha iniziato la sua carriera come modella bambina, per poi debuttare nel cinema con un piccolo ruolo nel film 27 volte in bianco (2008), all'età di dieci anni. In seguito è apparsa in Remember Me e Bereavement (entrambi del 2010), ottenendo la notorietà interpretando Holly Hills nella serie di film Diario di una schiappa (2011–2012). Ha raggiunto una più ampia popolarità grazie al ruolo di Emma Ross nella sitcom di Disney Channel Jessie (2011–2015) e nel suo spin-off Summer Camp (2015–2018; 2021). Successivamente, ha interpretato ruoli più maturi, come nel thriller di YouTube Premium The Thinning (2016) e nella serie Light as a Feather di Hulu (2018). Tra i suoi lavori cinematografici più recenti figurano Valley Girl e Hubie Halloween (entrambi del 2020), Paper Spiders (2021) e The Inheritance (2024).
Dal 2019 al 2025 ha interpretato il ruolo di Tory Nichols nella serie Netflix Cobra Kai ed è tra i protagonisti della serie School Spirits, distribuita da Paramount+ a partire dal 2023.

## Biografia
Peyton Roi List è nata il 6 aprile 1998 da John e Suzanne List. Ha un fratello gemello, Spencer, e un fratello minore, Phoenix, entrambi attori. È cresciuta a New York, dove ha frequentato la Carroll School per la scuola elementare e la New Voices School for Academic and Creative Arts per la scuola media. Fin da giovane ha studiato danza, specializzandosi in balletto, jazz, tip tap e hip-hop fino alla fine della scuola media. Successivamente si è trasferita in California, dove ha frequentato la Oak Park High School a Oak Park, diplomandosi nel 2016.
La sua carriera inizia nel campo della recitazione con apparizioni sia in televisione che al cinema. Ha fatto il suo esordio televisivo nel 2002 con una breve apparizione non accreditata nella soap opera Così gira il mondo. Nel 2004, è stata presente nello show All My Children nel ruolo di Bess, e nello stesso anno ha fatto un cameo non accreditato nel film Spider-Man 2. Nel 2008, List ha interpretato la versione giovane del personaggio Jane Nichols nel film 27 volte in bianco, che ha riscosso un grande successo al botteghino, segnando così il suo debutto ufficiale come attrice. Nel 2009 compare sulla copertina del numero Back to School di American Girl. Nel 2010, compare accanto a Robert Pattinson nel film Remember Me, come una ragazza che fa la prepotente alla sorellina del personaggio di Pattinson. Il film ha avuto un gran successo al botteghino. Nello stesso anno compare nel film della Disney L'apprendista stregone, che purtroppo si rivelò un fallimento finanziario e nel film di Lifetime Ogni casa ha i suoi segreti, accanto a Jeri Ryan e Kay Panabaker e interpretò Wendy Miller nel film horror poliziesco Bereavement.
Nel 2011 lavora come modella per la rivista Justice. Appare in oltre quattrocento pubblicità in vari formati per varie aziende. Lo stesso anno recita nel film Diario di una schiappa 2 - La legge dei più grandi, nel ruolo di Holly Hills, il secondo capitolo della popolare serie cinematografica Diario di una schiappa. Il film riscosse un buon successo commerciale, e List riprese il suo ruolo nel sequel Diario di una schiappa - Vita da cani, che ottenne risultati simili ai suoi prequel. In quell'occasione, il cast, inclusa List, vinse uno Young Artist Award. Sempre nel 2011, List partecipò al film commedia romantica Something Borrowed, che però fu accolto negativamente dalla critica. Dal 2011 al 2015 interpreta Emma Ross, la maggiore di quattro figli, nella serie di Disney Channel Jessie, al fianco di Debby Ryan e del suo co-protagonista Karan Brar. La serie divenne un grande successo, raggiungendo milioni di spettatori per episodio, e divenne il ruolo più importante di List fino a quel momento. Il 25 febbraio 2015 viene annunciato che la quarta stagione della serie sarebbe stata l'ultima e che List, insieme a Brar e Skai Jackson, avrebbe ripreso il proprio ruolo nella serie di spin-off Summer Camp, cui prende parte, dal 2015 al 2021, per 59 episodi. List apparve come Emma Ross in altri programmi di Disney Channel, come Austin & Ally e Non sono stato io. 
Nel corso della sua carriera cinematografica, List partecipò anche a vari altri progetti. Nel 2012, apparve nel film drammatico The Trouble with Cali, che però fu accolto negativamente. Dal 2013 al 2014, co-condusse con Karan Brar il programma di Disney Channel Pass the Plate, un segmento incentrato su alimentazione sana. Nel 2014, List prestò la sua voce per il personaggio della principessa Rose nel doppiaggio inglese del film d'animazione tedesco The Seventh Dwarf. Sebbene il film ottenne un successo finanziario moderato, la critica lo accolse negativamente. List è anche un membro attivo del gruppo musicale Disney Channel Circle of Stars, con cui ha registrato il brano Do You Want to Build a Snowman e il relativo videoclip diretto da Harry Perry III nel 2014. Sempre nello stesso anno presta inoltre la voce al personaggio di Emma Ross nell'episodio Notte di Halloween al museo (Halloween Night at the Museum) della serie animata dell'universo Marvel Ultimate Spider-Man. Nel 2015, List si esibì con Ingrid Michaelson durante uno dei concerti della cantante.
Nel 2016, List ha recitato accanto a Jacob Bertrand nel film originale di Disney Channel The Swap, interpretando il ruolo di Ellie O'Brien. Il film ha debuttato con una media di oltre due milioni di spettatori e ha ricevuto recensioni contrastanti. Nello stesso anno, è apparsa nel ruolo di Laina Michaels nel film The Thinning, prodotto da YouTube Premium, recitando al fianco di Logan Paul e Lia Marie Johnson. Nel 2017, ha interpretato Mackenzie Smith nella commedia adolescenziale The Outcasts. Il film, inizialmente intitolato The Outskirts, è stato girato nel 2014 ma distribuito solo tre anni dopo. Previsto inizialmente per una distribuzione in video, ha successivamente ricevuto un'uscita cinematografica limitata.
Nel 2018 è stato annunciato che List avrebbe lasciato la serie Summer Camp, segnando anche la conclusione della sua collaborazione con Disney Channel. Durante il periodo in cui ha lavorato con la rete, ha fatto parte del gruppo musicale promozionale Disney Channel Circle of Stars. Nel 2018, List ha ripreso il ruolo di Laina Michaels in The Thinning: New World Order, sequel del film The Thinning. Nello stesso anno ha recitato accanto ad Asa Butterfield nel film drammatico-romantico Alla fine ci sei tu, interpretando il personaggio di Ashley. Sempre nel 2018 è stata scelta per il ruolo principale di Olivia Richmond nella prima stagione della serie web soprannaturale Light as a Feather, distribuita sulla piattaforma Hulu nell’ottobre dello stesso anno. List ha inoltre debuttato come cantante con il singolo Liar Liar, pubblicato nel 2018. Dopo la morte del suo co-protagonista in Jessie, Cameron Boyce, List ha annunciato attraverso i suoi profili Twitter e Instagram di essere al lavoro su una nuova canzone, dedicata in parte alla memoria dell’attore. Il 23 agosto 2019 è stato pubblicato il video musicale del brano Don't Cry, in collaborazione con il rapper Cannon.
Nel 2019 ha prestato la voce al personaggio di Batgirl nel film d’animazione diretto da Justin Copeland Batman: Hush. Nello stesso anno è entrata nel cast della serie televisiva d’azione sequel e spin-off della celebre saga cinematografica Karate Kid, Cobra Kai prodotta da YouTube Premium, interpretando il ruolo ricorrente di Tory Nichols a partire dalla seconda stagione, personaggio cui dà la voce anche nel videogioco 2022 Cobra Kai 2: Dojos Rising.
Nel 2020, List è apparsa nel musical Valley Girl, remake dell'omonimo film del 1983. Nello stesso anno ha avuto un ruolo nella commedia horror di Netflix Hubie Halloween e ha recitato nel film drammatico Paper Spiders, accanto a Stefania LaVie Owen e Lili Taylor. Nel giugno 2022 è stata annunciata la sua partecipazione come protagonista alla serie televisiva a tema paranormale School Spirits, distribuita da Paramount+, in cui interpreta la protagonista, Maddie Nears e la cui anteprima è avvenuta nel marzo 2023. Nel 2024 ha preso parte ai film Un fantasma accanto a me e The Inheritance, quest’ultimo con un ruolo minore. Nel 2025, List ha firmato con l'agenzia Gersh per la rappresentanza in tutti i settori professionali.

## Omonimia
Condivide il proprio nome con un'altra attrice statunitense nata nel 1986. Per evitare confusione, ha deciso di utilizzare occasionalmente il nome Peyton R. List. Nonostante la politica del sindacato SAG-AFTRA preveda che non possano esserci due attori viventi con lo stesso nome professionale, in questo caso l'anomalia è passata inosservata. Le due attrici sono comparse brevemente nella stessa scena della soap opera Così gira il mondo. Anni dopo, ha raccontato un episodio di confusione avvenuto mentre entrambe soggiornavano nello stesso hotel: ricevevano per errore i rispettivi fogli di chiamata giornalieri e messaggi vocali.

## Vita privata
List ha una relazione con Jacob Bertrand, suo co-protagonista nella serie Cobra Kai. I due si sono conosciuti nel 2015 durante le riprese del film originale di Disney Channel The Swap e hanno ufficializzato la loro relazione nel marzo 2022.

## Filmografia

### Attrice

#### Cinema
- Spider-Man 2, regia di Sam Raimi (2004)
- The Product of 3c, regia di Michelle Pilar Hamill e Paul Hamill - cortometraggio (2007)
- 27 volte in bianco (27 Dresses), regia di Anne Fletcher (2008)
- Remember Back, Remember When, regia di Rainer Judd - cortometraggio (2008)
- I Love Shopping (Confessions of a Shopaholic), regia di P.J. Hogan (2009)
- 3 Backyards, regia di Eric Mendelsohn (2010)
- Remember Me, regia di Allen Coulter (2010)
- L'apprendista stregone (The Sorcerer's Apprentice), regia di Jon Turteltaub (2010)
- Bereavement, regia di Stevan Mena (2010)
- Miriam's Song, regia di Shabnam Piryaei - cortometraggio (2010)
- Diario di una schiappa 2 - La legge dei più grandi (Diary of a Wimpy Kid: Rodrick Rules), regia di David Bowers (2011)
- Something Borrowed - L'amore non ha regole (Something Borrowed), regia di Luke Greenfield (2011)
- The Trouble with Cali, regia di Paul Sorvino (2012)
- Diario di una schiappa - Vita da cani (Diary of a Wimpy Kid: Dog Days), regia di David Bowers (2012)
- The Thinning, regia di Michael J. Gallagher (2016)
- Le reiette (The Outcasts), regia di Peter Hutchings (2017)
- Anthem of a Teenage Prophet, regia di Robin Hays (2018)
- Alla fine ci sei tu (Then Came You), regia di Peter Hutchings (2018)
- The Thinning: New World Order, regia di Michael J. Gallagher (2018)
- Gothic Springs, regia di Lindsay Miernicke - cortometraggio (2019)
- Nuotare per vincere (Swimming for Gold), regia di Hayley MacFarlane (2020)
- La ragazza di San Diego (Valley Girl), regia di Rachel Lee Goldenberg (2020)
- Paper Spiders, regia di Inon Shampanier (2020)
- Hubie Halloween, regia di Steven Brill (2020)
- Caccia al killer: Monster (Aileen Wuornos: American Boogeywoman), regia di Daniel Farrands (2021)
- We Are Your Pals, regia di Shicong Zhu - cortometraggio (2021)
- Oh, Mighty Ocean!, regia di Nathan Xia - cortometraggio (2022)
- Save the Bees, regia di Charlie Schwan - cortometraggio (2022)
- The Friendship Game, regia di Scooter Corkle (2022)
- Eli Roth's Be Mine: A VR Valentine's Slasher, regia di Adam MacDonald - cortometraggio (2023)
- A Little White Lie, regia di Michael Maren (2023)
- Agonist, regia di Annie Marie Elliot - cortometraggio (2024)
- The Inheritance, regia di Alejandro Brugués (2024)
- Un fantasma accanto a me (Girl Haunts Boy), regia di Emily Ting (2024)

#### Televisione
- Così gira il mondo (As the World Turns) – soap opera, episodio 47x143 (2002)
- La valle dei pini (All My Children) – soap opera, episodio 35x229 (2004)
- Cashmere Mafia – serie TV, 4 episodi (2007)
- Gossip Girl – serie TV, episodio 3x06 (2009)
- Ogni casa ha i suoi segreti (Secrets in the Walls), regia di Christopher Leitch – film TV (2010)
- Law & Order - Unità vittime speciali (Law & Order: Special Victims Unit) – serie TV, episodio 12x12 (2011)
- Jessie – serie TV, 96 episodi (2011-2015)
- Austin & Ally – serie TV, episodio 2x06 (2012)
- Due sorelle, un omicidio (A Sister's Nightmare), regia di Vic Sarin e Vijay Sarin – film TV (2013)
- Non sono stato io (I Didn't Do It) – serie TV, episodio 1x08 (2014)
- K.C. Agente Segreto (K.C. Undercover) – serie TV, episodio 1x23 (2015)
- Summer Camp (Bunk'd) – serie TV, 59 episodi (2015-2021)
- The Swap, regia di Jay Karas – film TV (2016)
- Happy Together – serie TV, episodio 1x01 (2018)
- Light as a Feather – serie TV, 6 episodi (2018-2019)
- Glamorous, regia di Eva Longoria – episodio pilota scartato (2019)
- Cobra Kai – serie TV, 48 episodi (2019-2025)
- The Girl in the Woods, regia di Roxine Helberg – cortometraggio TV (2020)
- School Spirits – serie TV, 16 episodi (2023-2025)

#### Videoclip
- Cheat Codes & Little Mix Only You (2018)
- Disney's Circle of Stars Do You Want to Build a Snowman, regia di Harry Perry III (2014)
- Peyton List feat. Cannon Don't Cry, regia di Tragic Streetz (2019)
- Benny Blanco e Juice Wrld Graduation, regia di Jake Schreier (2019)

### Doppiatrice

#### Cinema
- I 7 nani, regia di Boris Aljinovic e Harald Siepermann (2014)
- Batman: Hush, regia di Justin Copeland (2019) - Barbara Gordon/Batgirl

#### Televisione
- Wonder Pets! - serie animata, episodio 4x08 (2008)
- Zeus e il Natale in California (The Dog Who Saved the Holidays), regia di Michael Feifer - film TV (2012)
- Ultimate Spider-Man – serie TV, episodio 3x21 (2014)
- Robot Chicken - serie animata, episodio 10x20 (2020)

#### Videogiochi
- Cobra Kai 2: Dojos Rising (2022)

### Regista
- Summer Camp (Bunk'd) – serie TV, episodio 3x11 (2018)

## Trasmissioni televisive
- David Letterman Show – programma televisivo (2005-2008)
- Saturday Night Live – programma televisivo (2006)
- Passa il piatto (Pass the Plate) – programma televisivo, conduttrice (2013-2014)

## Discografia

### Solista

#### Singoli
- 2023 - PL1*

#### Collaborazioni
- 2014 - Ondeugdzaam Mindfulness, nei brani Dance (On The Party) e I Wanna Know (What You Feel)

#### Partecipazioni
- 2020 - AA.VV. Valley Girl: Music From the Motion Picture

### Con Disney Channel Circle of Stars

#### Album in studio
- 2008 - Disney Christmas

## Riconoscimenti
- Boston film Festival
  - 2020 - Miglior cast per Paper Spiders (condiviso con Lili Taylor, Stefania LaVie Owen, Ian Nelson, Michael Cyril Creighton, Max Casella, David Rasche e Tom Papa)
- Kids' Choice Award
  - 2020 - Candidatura come attrice cinematografica preferita per Summer Camp
  - 2022 - Candidatura come attrice televisiva preferita per Cobra Kai
- Young Artis Awards
  - 2013 - Miglior interpretazione in un film - Giovane cast per Diario di una schiappa - Vita da cani (condiviso con Zachary Gordon, Robert Capron, Karan Brar, Laine MacNeil, Connor Fielding, Owen Fielding, Devon Bostick e Grayson Russell)
- Young Entertainer Awards
  - 2018 - Miglior cast giovanile - Serie televisiva per Summer Camp (condiviso con Karan Brar, Skai Jackson e Miranda May)

## Doppiatrici italiane
Nelle versioni in italiano dei suoi film, Peyton Roi List è stata doppiata da:
- Sara Labidi ne L'apprendista stregone, Law & Order: Unità vittime speciali, Jessie, Austin & Ally, K.C. Agente Segreto, Summer Camp, The Swap, Un fantasma accanto a me
- Agnese Marteddu in Ogni casa ha i suoi segreti, Remember Me
- Joy Saltarelli in Diario di una schiappa 2 - La legge dei più grandi, Diario di una schiappa 3 - Vita da cani
- Perla Liberatori in 27 volte in bianco
- Laura Cherubelli in Alla fine ci sei tu
- Giulia Catania in Hubie Halloween
- Ludovica Bebi in Caccia al killer: Monster
- Federica Russello in A Little White Lie
- Deborah Morese in Non sono stato io
- Elisa Contestabile in Cobra Kai
- Emanuela Ionica in School Spirits

Da doppiatrice è sostituita da:
- Joy Saltarelli in Batman: Hush